# Heinrich Maier (Theologe)

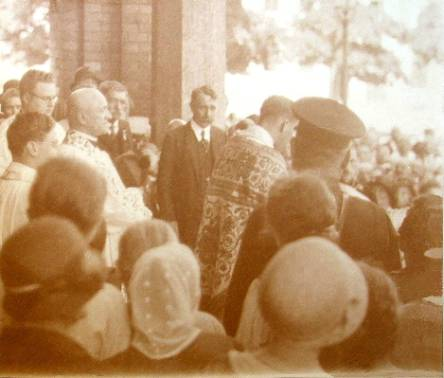
Heinrich Maier, 1932 am Ende seiner Primizmesse hunderte Menschen vor der Kirche segnend

Heinrich Maier (* 16. Februar 1908 in Großweikersdorf; † 22. März 1945 in Wien) war ein österreichischer römisch-katholischer Priester, Pädagoge, Philosoph sowie Widerstandskämpfer gegen Hitler.

## Leben
Heinrich Maier wurde als Sohn von Heinrich, einem ehemaligen Eisenbahner-Beamten, und Katharina Maier, geborene Giugno, in Großweikersdorf in Niederösterreich geboren. Die Familie zog mehrfach, den Anstellungen des Vaters folgend, um. Heinrich Maier besuchte ab 1918 das Gymnasium in St. Pölten, ab 1926 das in Leoben, wo er im Juni 1926 auch maturierte.

### Priester in Österreich
Heinrich Maier trat am 9. Oktober 1926 in das Wiener Priesterseminar ein und immatrikulierte im gleichen Jahr an der Universität Wien, wo er bis 1928 Theologie studierte. 1928 wechselte Maier, statt des erkrankten Studienkollegen Franz Loidl, zum Pontificium Collegium Germanicum et Hungaricum de Urbe an der Universität Gregoriana in Rom, wo er scholastische Philosophie studierte (einer seiner damaligen Mitkommilitonen war der spätere Wiener Erzbischof Franz König). Am 6. Juli 1929 schloss Maier in Rom sein Studium mit dem Zusatz „bene probatus“ ab, sein Doktorat „(Laurea) c[um] laude prob[atus]“ erhielt er laut Matrikeleintrag am 16. Juli 1930. Während seines Studiums wurde er Mitglied der katholischen Studentenverbindung K.Ö.St.V. Nibelungia im ÖCV, der einzigen in der Zwischenkriegszeit kaisertreuen ÖCV-Verbindung, deren Schirmherr Otto Habsburg war.
Am 24. Juli 1932 wurde er zum Priester geweiht und war zunächst Kaplan in Schwarzau am Steinfeld und Mödling. 1935 wurde er Kaplan in der Pfarrkirche Gersthof. Seit 1936 war er auch als Religionslehrer tätig, er unterrichtete an der Technisch-Gewerblichen Bundeslehranstalt in Mödling, später in Wien am Realgymnasium des „Albertus-Magnus-Schulwerks“ der Marienbrüder im 18. Gemeindebezirk Währing in der Semperstraße. Maier war Präses der Marianischen Kinderkongregation und Aktivist im katholischen Organisationsleben Wiens, wie zum Beispiel als Kurator des Österreichischen Pfadfinderkorps St. Georg. Er „bestach durch Charisma und Begeisterungsfähigkeit, er verfügte über eine hohe Intelligenz und wissenschaftlich fundierte Ausbildung, interessierte sich für Kunst und Politik und fühlte sich seinem Heimatland innerlich stark verbunden. Kontaktfreude, gepaart mit einer herzlichen und offenen Persönlichkeit erschloss ihm viele Freundschaften quer durch alle Gesellschaftsschichten; sein besonderes Augenmerk galt jedoch der Betreuung und Erziehung von Kinder- und Jugendlichen zu unabhängigen und mündigen Persönlichkeiten; der Umgang mit ihnen war unkompliziert und kameradschaftlich …“. Maier war laut Zeitzeugen „ein echter Kumpel“, „ein froher Mensch“ und „treffsicherer Fußballspieler.“
Mit der Abschaffung des Religionsunterrichtes verlor auch Maier im Jahr 1938 seine Stelle als Pädagoge, blieb aber Kaplan in der Pfarre Wien-Gersthof-St. Leopold, vertiefte seine theologischen Studien und promovierte im Juli 1942 (zweites Doktorat – Theologie). Er verstieß dann gegen die Anordnungen seiner kirchlichen Obrigkeit, indem er nicht nur „rein seelsorglich“, sondern politisch tätig wurde.

### Widerstand gegen den Nationalsozialismus
Maier war sehr engagiert im Widerstand gegen die Nationalsozialisten. Schon im Mai bzw. Juni 1940 nahm er Kontakt mit Widerstandsgruppen um Jakob Kaiser, Felix Hurdes, Lois Weinberger, Adolf Schärf und Karl Seitz auf. Aus seiner Überzeugung heraus, dem katholischen Glauben und dem österreichischen Patriotismus, war er ein Widerstandskämpfer, der letztlich auch militante Mittel zur Niederschlagung des NS-Regimes nicht ausschloss. Zusammen mit dem Tiroler katholisch-monarchistischen Widerstandskämpfer Walter Caldonazzi, der bereits in Tirol eine Widerstandsgruppe auch mit dem Polizisten Andreas Hofer führte, und Franz Josef Messner, dem Generaldirektor der Semperit-Werke, gründete er die Widerstandsgruppe Maier-Messner-Caldonazzi. Diese katholisch-konservative Gruppe wird „als die vielleicht spektakulärste Einzelgruppe des österreichischen Widerstandes“ bezeichnet. Ziel der Gruppe war es, schnellstmöglich das Ende des Schreckensregimes durch eine militärische Niederlage herbeizuführen und die Wiedererrichtung eines freien und demokratischen Österreich zu realisieren. Maier hat auch die Überzeugung vertreten, das menschenverachtende auf Brutalität und Militärmacht aufgebaute nationalsozialistische System könne nur gewaltsam und nur militärisch überwunden werden, also könne das Ziel eines Widerstandes nur die Schwächung der inneren und militärischen Kräfte des Dritten Reiches sein.
Die Gruppe kümmerte sich unter anderem um die Sammlung und Weitergabe von Informationen über Standorte, Beschäftigte und Produktionen über NS-Rüstungsbetriebe an die Alliierten. Diese Informationen für gezielte Bombenangriffe der Alliierten wurden teils über Mittelsmänner in der Schweiz an Briten und Amerikaner weitergeleitet. Zur Strategie der Gruppe gab Heinrich Maier im Verhör vom 27. April 1944 an, durch Informationen über die „Rüstungsbetriebe in der Ostmark“ habe er gehofft, weitere Luftangriffe auf österreichische Städte zu verhindern und „dass dadurch die anderen Industrien, die wir nach dem Kriege unbedingt brauchten, sowie die Zivilbevölkerung verschont blieben. (…) Kurz darauf habe ich den Dr. Messner mit meinem Plan vertraut gemacht und mich mit ihm darüber unterhalten, welche Rüstungszentren wir den Feindmächten preisgeben wollten. Wir fassten dabei die Rüstungsbetriebe in Steyr sowie glaublich auch Wiener Neudorf und Wiener Neustadt ins Auge.“
Über die Beziehungen Maiers zum Wiener Stadtkommandanten Heinrich Stümpfl konnten die exakten Zeichnungen der V-2, die Produktion des Panzers Tiger und anderes weitergegeben werden. So gelangten bald genaue Lageskizzen und Produktionsziffern von Stahlwerken, Waffen-, Kugellager- und Flugzeugfabriken an alliierte Generalstäbe. Über Walter Caldonazzi gab es Kontakte zu den Heinkelwerken in Jenbach, wo Antriebskomponenten für die Messerschmitt Me 163 und V-2-Raketen hergestellt wurden. Teilweise hatte Maier Informationen von beurlaubten Frontsoldaten über die Industrieanlagen erhalten. Amerikanische und britische Bomber konnten so Rüstungsfabriken wie der geheimen V-Raketenfabrik in Peenemünde und den Messerschmitt-Werken bei Wien Schläge versetzen. Diese Beiträge der Widerstandsgruppe über Rüstungsindustrie und Produktionsstandorte sollten sich später zu 92 Prozent als richtig erweisen und waren somit ein effektiver Beitrag zur alliierten Kriegsführung. Die Alliierten konnten einerseits zielgerichtet Rüstungsindustrie treffen und andererseits wurde durch diese Informationen und die folgenden Luftangriffe der Nachschub der deutschen Luftwaffe entscheidend geschwächt.
Messner lieferte aus seinem Semperit-Werk bei Auschwitz erste Informationen über den Massenmord an Juden – eine Nachricht, deren Ungeheuerlichkeit bei den Amerikanern in Zürich ungläubiges Staunen erregte. Das Vorhaben der Widerstandsgruppe Maier-Messner-Caldonazzi, eine amerikanische Sendeanlage des Office of Strategic Services (OSS) von Liechtenstein nach Österreich zu bringen, scheiterte jedoch. Das britische SOE stand 1943 über seinen Mitarbeiter G. E. R. Gedye mit der österreichischen Widerstandsgruppe in Kontakt, war aber nicht überzeugt von der Zuverlässigkeit der Kontaktperson (Franz Josef Riediger, ein Mitarbeiter von Messner) und ließ sich aufgrund von Sicherheitsbedenken auf keine Kooperation ein.
Neben der Kontaktaufnahme mit alliierten Geheimdiensten versuchte die Widerstandsgruppe auch die eigenen Landsleute aufzuklären, um sie politisch auf eine künftige Friedensordnung vorzubereiten. Dazu plante man ein Zentralkomitee beziehungsweise vorbereitende Gruppen für den Fall eines Zusammenbruches des Deutschen Reiches und einen von Deutschland selbstständigen zukünftigen Staat mit monarchischer Regierungsform, zu dem neben Österreich auch Bayern und Südtirol gehören sollten. Zum engeren Kreis der Widerstandsgruppe zählten Helene Sokal und ihr späterer Mann, der Chemiker Theodor Legradi, die über internationale Verbindungen unter anderem zum kommunistischen Widerstand verfügten, der Arzt Josef Wyhnal und der Student Hermann Klepell. Klepell hatte Beziehungen zu sozialistischen Kreisen, während ein weiteres Mitglied, die Kommunistin Pawlin, die Verbindungen mit der KPÖ herstellte. Es wurden Flugblätter verfasst, in denen Hitler als „Verräter des deutschen Volkes“ beziehungsweise „größter fluchbeladener Verbrecher aller Zeiten“ und der Militarismus als „Schande unseres Jahrhunderts“ bezeichnet wurden. In den Flugblättern heißt es auch „Nur ein Wahnsinniger oder Verbrecher wie Hitler spricht noch vom Sieg. Das unabwendbare Ende kommt. Wozu noch tausende von Menschen opfern?“ oder „Hitler, der Gefangenen seiner Ruhmesträume! Jener Verbrecher, der seines Ehrgeizes wegen ein ganzes Volk in den Abgrund stürzt.“ Gerade diese Flugblattaktionen kosteten Geld, welches teilweise von den Amerikanern beschafft wurde. Die Geldtransferierung von den Amerikanern über Istanbul und Budapest nach Wien war dann auch einer der Gründe, warum die Gestapo der Gruppe auf die Spur kam.

### Verhaftung, Verurteilung und Hinrichtung
Einige Mitglieder der Gruppe wurden ab dem Februar 1944 nach und nach verhaftet, nachdem sie verraten worden waren. Heinrich Maier wurde am 28. März 1944 von der Gestapo in seiner Pfarre Wien-Gersthof in der Sakristei nach der heiligen Messe verhaftet und in das Gefängnis im vormaligen Hotel Métropole am Morzinplatz gebracht. Bei den stundenlangen Verhören der Gestapo wurden dann Geständnisse durch Folter (lt. Vernehmungsprotokoll: „gab nach eingehender Befragung an“) erreicht. Später wurde Maier in das Polizeigefangenenhaus auf der Elisabethpromenade (heute Rossauer Lände) beziehungsweise am 16. September 1944 in das Gefängnis des Landesgericht I in die Zelle Nr. E 307 verlegt.
In den geheimen Volksgerichtsverhandlungen am 27. und 28. Oktober 1944 wurden insgesamt acht Todesurteile gegen Heinrich Maier, Walter Caldonazzi, Franz Josef Messner, Andreas Hofer, Josef Wyhnal, Hermann Klepell, Wilhelm Ritsch und Clemens von Pausinger verhängt. Die Anklage lautete Vorbereitung zum Hochverrat durch Beteiligung an einem separatistischen Zusammenschluss. Der Vorsitzende des Volksgerichtshofes Albrecht soll Maier gefragt haben, weil dieser versuchte die anderen Mitangeklagten zu entlasten, „Was bekommen Sie, wenn sie die Schuld anderer auf sich nehmen?“, worauf dieser antwortete „Herr Rat, ich werde wohl nichts mehr brauchen!“ Im Urteil des Volksgerichtshofes wird festgehalten, dass einerseits gemäß glaubwürdigen Aussagen der Gestapo-Beamten gegen keinen Häftling irgendwelche wie immer gearteten ungesetzlichen Zwangsmittel zur Erzielung von Aussagen angewendet wurden und andererseits alle Versuche Maiers, die volle Schuld nur auf sich zu nehmen, vollkommen unglaubwürdig waren. Zu den Motiven beziehungsweise Gedanken Maiers hinsichtlich der Übermittlung von Informationen über Waffen-, Stahl- und Flugzeugfabriken an die Alliierten führte der Volksgerichtshof aus: „Durch Vernichtung von Waffenschmieden sollte die deutsche Rüstungsproduktion getroffen und damit der Krieg verkürzt werden; außerdem sollten dem ‚selbstständigen Österreich‘ dadurch die für die Friedensfertigung notwendigen Industrien unversehrt erhalten und die Siedlungen verschont bleiben.“
Nach der Verurteilung wurde Maier am 22. November 1944 in das KZ Mauthausen verbracht. Er wurde bis zu seiner Hinrichtung monatelang gefoltert, um noch mehr Informationen über die Gruppe zu erhalten. Dazu wurde er auch nackt auf einem Fensterkreuz gekreuzigt.
Caldonazzi wurde im Jänner 1945 im Landesgericht Wien enthauptet und Messner im April 1945 im KZ Mauthausen vergast. Am 18. März 1945 wurde Maier zusammen mit Leopold Figl, Felix Hurdes und Lois Weinberger zurück nach Wien gebracht. In der Zeit bis zu seiner Hinrichtung wurde er für die Entschärfung von nicht explodierten Bomben und Sprengkörpern in verschiedenen Bezirken Wiens eingesetzt. Alfred Missong berichtet, dass Maier mit tief beeindruckender Gefasstheit dem Tod entgegenging. Heinrich Maier wurde im Wiener Landesgericht am 22. März 1945 um 18.40 Uhr enthauptet. Seine letzten Worte waren „Es lebe Christus, der König! Es lebe Österreich!“

## Werke
- Der Kampf um den richtigen Kirchenbegriff im Spätmittelalter. Dargestellt an Hand von Marsilius von Paduas: „Defensor Pacis“ und Johannes von Torquemadas: „Summa de Ecclesia“. Dissertation zur Erlangung des theologischen Doktorgrades an der Hochwürdigen Theologischen Fakultät der Universität Wien, Wien 1939.

## Rezeption in der Kunst
- Gerald Spitzner: Heinrich Maier Oratorium (1995)

## Ehrungen

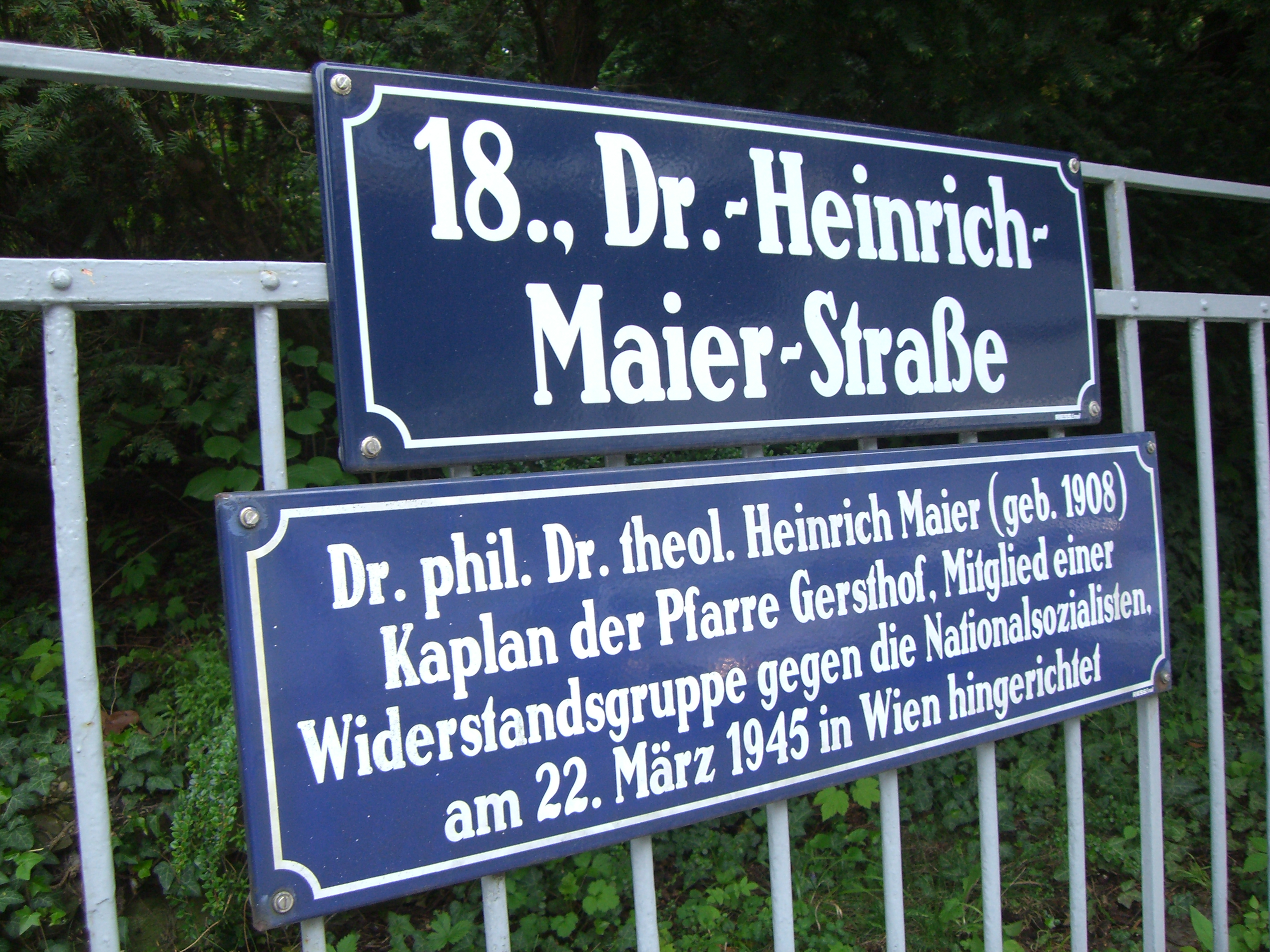
Straßenschild Dr.-Heinrich-Maier-Straße mit Zusatztafel

- 1945 Ehrengrab in Wien: Friedhof in Neustift am Walde, Gruppe E, Reihe 1, Grab 13
- 1949 Benennung der Dr.-Heinrich-Maier-Straße in Wien-Pötzleinsdorf, 1995 wurde das Straßenschild mit einer Zusatztafel versehen
- 1970 Einsetzung eines Glasfensters in der Wiener Votivkirche mit einer dargestellten Szene aus dem KZ Mauthausen, wobei es sich bei dem Häftling mit der Segenshand um Kaplan Heinrich Maier beim verbotenen Hören der Beichte neben der Todesstiege handelt[20]
- 1988 Gedenktafel vor der Gersthofer Pfarrkirche St. Leopold
- 1995 Ehrungsrede durch Richard Schmitz, Bezirksvorsteher des 1. Wiener Gemeindebezirkes (1940 wurde er von Heinrich Maier getauft)
- 1996 wurde vor der Gersthofer Pfarrkirche St. Leopold ihm zu Ehren ein Baum gepflanzt
- 2008 zum 100. Geburtstag: Gedenkfeier im Dokumentationsarchiv des Österreichischen Widerstandes mit Kompositionen von Renate Spitzner und Gerald Spitzner
- 2010 im neu eröffneten Abt Johannes Dizent Museum in Paudorf-Göttweig wird in einem Gedenkraum an Heinrich Maier erinnert.[21]
- In der Pfarrkirche Gersthof steht die Kaplan-Heinrich-Maier-Statue der kopflose Rufer des Künstlers Hans Schwabenicky (gestiftet von Dechant Norbert Rodt)
- In der Pfarrkirche Großweikersdorf gibt es eine Gedenktafel
- In der Albertus-Magnus-Schule Wien gibt es seit Mai 2025 eine Gedenktafel für Heinrich Maier und den Marianistenpater Jakob Gapp[22]